# Regola del Mottura

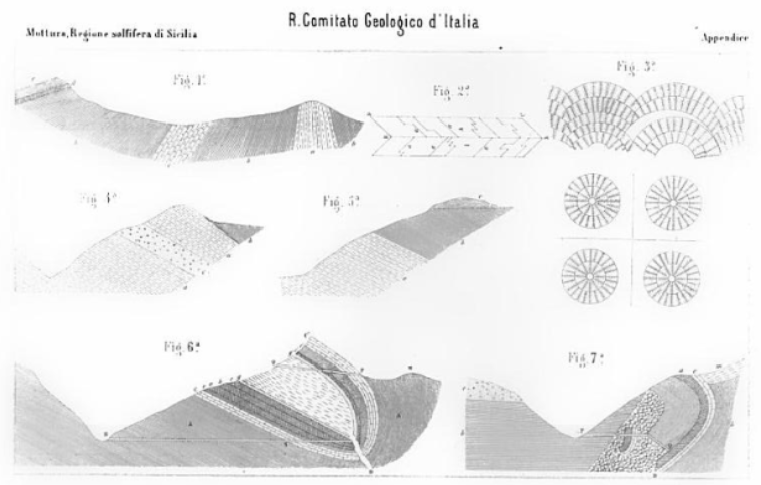
Sebastiano Mottura, Sulla Formazione Terziaria 1872: Appendice - Tavola geologica

La regola del Mottura o regola di orientazione del gesso del Mottura  è una regola empirica, stabilita per la prima volta alla fine dell'Ottocento da Sebastiano Mottura.
Questa regola permette di determinare con più semplicità la localizzazione e l'orientamento dei giacimenti di zolfo nel sottosuolo. 
Infatti, nella serie gessoso solfifera a tetto dei calcari e a letto dei gessi è possibile ritrovare lo zolfo; l'ing. Mottura dedusse che i geminati di gesso, con forma a "ferro di lancia", indicano la posizione dove è possibile trovare, se è presente, lo zolfo, venendo a formare una palizzata di geminati che segue parallelamente l'orientamento del banco di zolfo.

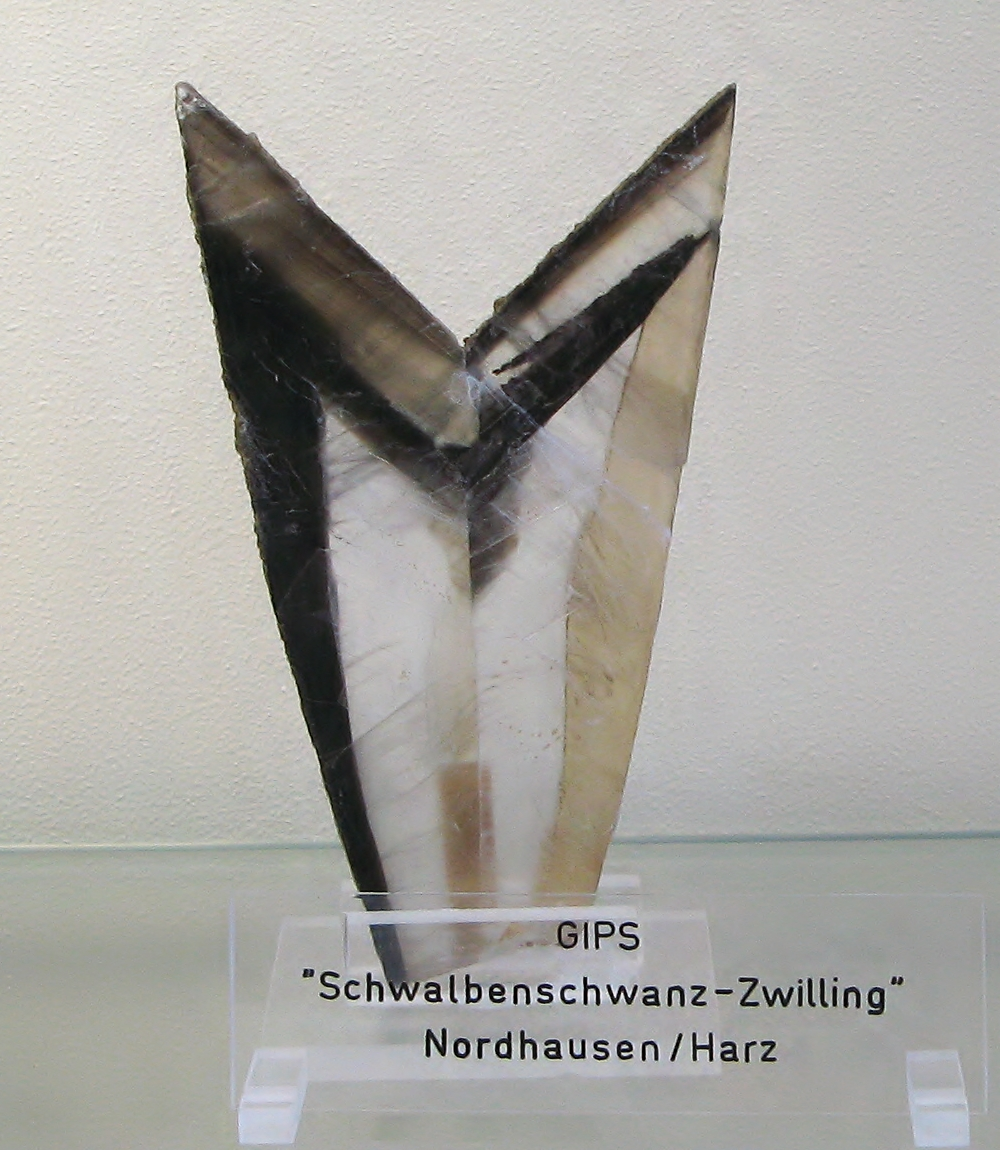
Bell'esempio di geminato di gesso trasparente a forma di punta di lancia

In altri termini la punta della lancia (a testa in giù) indica sempre la direzione di deposizione dello zolfo, la punta è rivolta sempre verso lo zolfo che non sempre è sottostante il gesso, ma talvolta può anche essere sovrastante a quest'ultimo, ciò a causa di movimenti tettonici che hanno spostato ribaltando gli strati geologici (vedi l'immagine disegnata del Mottura).
È nota una eccezione a questa regola, essa è riferita ai banchi di gesso, del Miocene medio, presenti in una zona vicino a Madrid.